# Inwijding in de achtste en negende sfeer
De Inwijding in de achtste en negende sfeer, ook wel de Verhandeling over de Ogdoade en de Enneade, is een hermetische tekst uit het Romeinse Egypte van de late oudheid die werd toegeschreven aan Hermes Trismegistus, een legendarische wijsgeer. De tekst is bewaard gebleven in een Koptische vertaling, die onderdeel was van de vondst van de Nag Hammadigeschriften in 1945. Er moet een oorspronkelijk Griekse tekst zijn geweest in de tweede eeuw, maar daar is nooit iets van gevonden.
Het geschrift heeft de vorm van een dialoog tussen Hermes Trismegistus en een onbekende leerling in aanwezigheid van een aantal leden van een hermetische gemeenschap. Een aantal gebeden wordt bijvoorbeeld gezamenlijk uitgesproken. De bedoeling is dat de leerling de hoogste graad van inwijding ontvangt. Dat is de ervaring van de goddelijke wereld in de achtste en negende hemelsfeer. In het hermetisme werden de eerste zeven inwijdingsgraden gekoppeld aan de zeven hemelsferen van de planeten. De achtste was die van de sterren als voorportaal van de goddelijke wereld en de negende is de goddelijke wereld of God zelf.     
De inwijding tot en met de zevende graad ligt binnen het bereik van menselijk handelen. Het vereist een vroom leven van ascese naar de wil en wet van God. In het gezamenlijk gebed wordt dat uitgedrukt met  
 Heer geef ons de wijsheid vanuit uw Macht die tot ons doordringt, zodat wij met elkaar kunnen spreken over de aanschouwing van de achtste en negende sfeer. Wij hebben de zevende sfeer reeds bereikt, want wij zijn vroom en handelen naar uw wet. En uw wil volbrengen wij te allen tijde. 
Het aanschouwen en bereiken van de achtste en negende sfeer is echter een gave van God. Die gave kan in zekere mate worden afgedwongen met magische formules waarin de geheime godsnaam aanwezig is. In dit werk onder meer:
 Zõxathazõ
 a õõ
 ee õõõ
 ẽẽẽ õõõõ
 iiii õõõõõ 
 ooooo õõõõõ
 uuuuuu õõõõõõõ 
 õõõõõõõ õõõõõõõõ 
 Zõzazõth
In Poimandres, het eerste traktaat van het Corpus Hermeticum, wordt eveneens een opstijging naar de achtste en negende sfeer beschreven, maar als een ervaring na het overlijden. Latere hermetici hebben dit gezien als een ervaring van Hermes zelf tijdens zijn leven. In de Inwijding in de achtste en negende sfeer blijkt, dat ook voor gevorderden in het hermetisme de beleving van de goddelijke werkelijkheid als een extatische ervaring mogelijk was. In de tekst drukt de leerling dit uit met
Ik zie, ik zie onuitsprekelijke diepten [...] Ik zie ook een Geest die de ziel beweegt. Ik zie hem, die mij beweegt in een heilige extase. U geeft mij kracht, Ik zie mijzelf! Ik wil spreken! Vrees weerhoudt mij! Ik heb het begin gevonden van de macht die boven alle machten is, een begin dat zelf geen begin heeft. […] Ik heb gezien! Het is onmogelijk dat in woorden uit te drukken.
In de tekst volgt na deze ervaring een lofprijzing aan God. Hierna krijgt de leerling de opdracht van Hermes de gebeurtenissen te beschrijven op turkooizen stèles en die te plaatsen in zijn heiligdom in Hermopolis, waar zich de acht bewakers bevinden die bekend staan als de Ogdoade van Hermopolis. Tevens moet hij een bezwering schrijven om te voorkomen dat lezers de genoemde geheime godsnaam zouden kunnen gebruiken voor slechte doeleinden: 'Want met hen, die de bezwering respecteren zal God zich verenigen, evenals allen die wij genoemd hebben, maar wie zich niet aan de bezwering houdt, zal door de toorn van ieder van hen getroffen worden.'

## Betekenis op het vakgebied
Op het vakgebied wordt de Inwijding in de achtste en negende sfeer als de belangrijkste vondst van een hermetische tekst in de twintigste eeuw beschouwd. De vondst bevestigde een aantal veronderstellingen die onderzoekers al hadden.
De eerste is dat er in Alexandrië en omgeving daadwerkelijk georganiseerde hermetische gemeenschappen bestonden. Die gemeenschappen hadden gezamenlijke rituelen en een georganiseerde vorm van onderricht en inwijding. Er wordt in de tekst duidelijk gesproken over de boeken die de leerling heeft moeten lezen voorafgaand aan de ervaring die hij nu mee gaat maken. De fasering van de inwijding moet ook trapsgewijs verlopen hebben. Asclepius, een andere hermetische tekst, was bedoeld als een vorm van onderricht voor minder gevorderden. De leerling in de Inwijding in de achtste en negende sfeer gaat ook deel uitmaken van een kring van broeders die bij de inwijding van hem aanwezig is.
De tweede betreft de aanzienlijke nuancering van het voorheen scherpe onderscheid vanaf het midden van de twintigste eeuw tussen de zogeheten filosofische hermetica en de technische hermetica die gaan over de inzet van astrologie, magie en alchemie. Uit de bestudering van Inwijding in de achtste en negende sfeer blijkt dat die scheiding binnen de hermetische gemeenschappen zelf nauwelijks aanwezig was. In deze zeer religieuze tekst zijn namelijk ook magische formules, astrologische opvattingen en theurgische riten aanwezig. Theurgie is een vorm van magie waarbij het gaat om bezwering ofwel het beheersen en aanwenden van het goddelijke ten bate van de mens. Het kennen van de magische namen van de goddelijke krachten is essentieel om op te kunnen stijgen naar de goddelijke wereld en verlossing te krijgen. Onderzoekers hanteren nog wel een globaal onderscheid tussen filosofische en de technische hermetica, maar de twee 'genres' kunnen niet strikt gescheiden worden.